# BBCode
BBCode (абр. від англ. bulletin board code) — мова розмітки, яка використовується для форматування повідомлень на багатьох електронних дошках оголошень (BBS) і форумах. Для форматування тексту використовуються теги, подібні тегам HTML, але, на відміну від них, записані в квадратні дужки [ ]. Перед відображенням сторінки програма форума проводить розбір тексту і перетворення його в HTML-код.
BBCode створений в 1998 році для програми дощок оголошень Ultimate Bulletin Board (UBB), написаному на мові Perl. В 2000 році підтримка BBCode була додана в програму для форумів PhpBB, написаній на мові PHP.
BBCode був придуманий з метою надати простіший, безпечний і обмежений у порівнянні з HTML спосіб форматування повідомлень. Спочатку багато BBS дозволяли користувачам використовувати HTML-розмітку, що могло призвести до побічних ефектів, таких як спотворення розмітки на сторінці, запуск JavaScript-сценаріїв (іноді з метою вандалізму). Деякі реалізації BBCode, які використовують спрощені методи трансляції в HTML, також можуть відчувати проблеми з безпекою.
Хоча основні теги BBCode мало відрізняються, у більшості інтернет-форумах існує велика кількість варіацій. Деякі реалізації чутливі до регістру символів всередині тегів, інші дозволяють підсвічувати текст HTML, PHP, SQL та інших мов розмітки і  мову програмування за допомогою спеціальних тегів.

## Теги BBCode
У наступній таблиці перераховані теги BBCode, які використовуються на більшості сучасних форумах, а також еквівалентний HTML-код. Варто помітити, що з допомогою CSS зовнішній вид HTML може бути змінений і може відрізнятися на різних сайтах. На багатьох форумах опублікований список питань, які часто ставлять, і відповідей з описом застосування реалізації BBCode.
| Введення тексту напівжирним шрифтом        | [b]Текст[/b] | <b>Текст</b>, <strong>Текст</strong> або <span style="font-weight: bold;">Текст</span> Рекомендується використовувати тег <strong>.                                                  | Текст |                                             |       |
| Введення тексту курсивним шрифтом          | [i]Текст[/i] | <i>Текст</i>, <em>Текст</em> або <span style="font-style: italic;">Текст</span> Рекомендується використовувати тег <em>.                                                             | Текст |                                             |       |
| Введення підкресленого тексту              | [u]Текст[/u] | <u>Текст</u>, <ins>Текст</ins> або <span style="text-decoration: underline;">Текст</span> Рекомендується використовувати тег <span>.                                                 | Текст |                                             |       |
| Введення закресленого тексту               | [s]Текст[/s] | <s>Текст</s>, <del>Текст</del> або <span style="text-decoration: line-through;">Текст</span> Рекомендується використовувати тег <del>.                                               | Текст |                                             |       |
| Застосування кількох тегів                 | [s][u][b][i]Текст[/i][/b][/u][/s] | <s><u><b><i>Текст</i></b></u></s> | Текст |                                             |       |
| Вставка посилання із видимим текстом       | [url=https://ua.wikipedia.org]Текст[/url] | <a href="https://ua.wikipedia.org">Текст</a> | Текст [Архівовано 30 січня 2005 у Wayback Machine.]                                                         |                                             |       |
| Вставка посилання із видимою URL (адресою) | [url]https://ua.wikipedia.org[/url] | <a href="https://ua.wikipedia.org">https://ua.wikipedia.org</a> | https://ua.wikipedia.org [Архівовано 30 січня 2005 у Wayback Machine.]                                      |                                             |       |
| Вставка зображення                         | [img]https://upload.wikimedia.org/wikipedia/commons/6/63/Wikipedia-logo.png[/img] | <img src="https://upload.wikimedia.org/wikipedia/commons/6/63/Wikipedia-logo.png" alt="" /> Текст, записаний в атрибуті alt, відображається, якщо зображення недоступне.             | |                                             |       |
| Вставка посилання у вигляді зображення     | [url=https://ua.wikipedia.org][img]https://upload.wikimedia.org/wikipedia/commons/6/63/Wikipedia-logo.png[/img][/url] | <a href="https://ua.wikipedia.org" ><img src="https://upload.wikimedia.org/wikipedia/commons/6/63/Wikipedia-logo.png" alt="" /></a>                                                  | https://ua.wikipedia.org [Архівовано 30 січня 2005 у Wayback Machine.]).                                    | <span style="font-size: 15px;">Текст</span> | Текст |
| Введення тексту вказаним кольором          | [color=red]Текст[/color] [color="#ff0000"]Текст[/color] [style color=#ff0000]Текст[/style] Колір тексту можна задати по імені або по шістнадцятизначному коді (див. кольори HTML). Деякі програми дозволяють записувати код кольору без символу «#». | <span style="color: #ff0000;">Текст</span> | Текст |                                             |       |
| Вставка смайлика                           | :) [:-)] Деякі програми дозволяють не записувати символи «[» і «]». | <img src="smile.png" alt=":-)" /> | :-) |                                             |       |
| Вставка списку                             | [list] [*] Пункт 1. [*] Пункт 2. [*] Пункт 3. [/list] Деякі програми дозволяють записувати «*» замість «[*]». [list] * Пункт 1. * Пункт 2. * Пункт 3. [/list] Деякі програми підтримують «[ul]» (англ. unordered list — невпорядкований або маркований список), «[ol]» (англ. ordered list — упорядкований або нумерований список) и «[li]» (англ. list item). Маркований список. [ul] [li] Пункт 1. [/li] [li] Пункт 2. [/li] [li] Пункт 3. [/li] [/ul] Нумерований список. [ol] [li] Пункт 1. [/li] [li] Пункт 2. [/li] [li] Пункт 3. [/li] [/ol] | Маркований список. <ul> <li> Пункт 1. </li> <li> Пункт 2. </li> <li> Пункт 3. </li> </ul> Нумерований список. <ol> <li> Пункт 1. </li> <li> Пункт 2. </li> <li> Пункт 3. </li> </ol> | Маркований список. - Пункт 1. - Пункт 2. - Пункт 3. Нумерований список. 1. Пункт 1. 2. Пункт 2. 3. Пункт 3. |                                             |       |
| Вставка таблиці                            | [table] [tr] [td] 1 [/td] [td] 2 [/td] [td] 3 [/td] [/tr] [tr] [td] 4 [/td] [td] 5 [/td] [td] 6 [/td] [/tr] [tr] [td] 7 [/td] [td] 8 [/td] [td] 9 [/td] [/tr] [/table] | <table> <tr> <td> 1 </td> <td> 2 </td> <td> 3 </td> </tr> <tr> <td> 4 </td> <td> 5 </td> <td> 6 </td> </tr> <tr> <td> 7 </td> <td> 8 </td> <td> 9 </td> </tr> </table>               | \| 1 \| 2 \| 3 \| \| 4 \| 5 \| 6 \| \| 7 \| 8 \| 9 \|                                                       |                                             |       |
| 1                                          | 2 | 3 | |                                             |       |
| 4                                          | 5 | 6 | |                                             |       |
| 7                                          | 8 | 9 | |                                             |       |

### Онлайн-конвертери
- Rich text (RTF) to BBCode [Архівовано 30 березня 2015 у Wayback Machine.] онлайн-конвертер
- HTML to BBCode онлайн-конвертер [Архівовано 18 грудня 2019 у Wayback Machine.]
- Інший онлайн-конвертер, дозволяє напряму передавати URL [Архівовано 9 грудня 2019 у Wayback Machine.]
- WYSIWYG BBcode редактор на JavaScript, онлайн-конвертер [Архівовано 24 грудня 2019 у Wayback Machine.]